# Spilosoma quadrimaculata
Spilosoma quadrimaculata là một loài bướm đêm thuộc phân họ Arctiinae, họ Erebidae.